# اوسیپوفکا (شهرستان ایشیمبایسکی، باشقیرستان)
اوسیپوفکا (انگلیسی: Osipovka, Ishimbaysky District, Republic of Bashkortostan) یک شهرک در شهرستان ایشیمبایسکی استان باشقیرستان کشور روسیه است.